# 南京十年

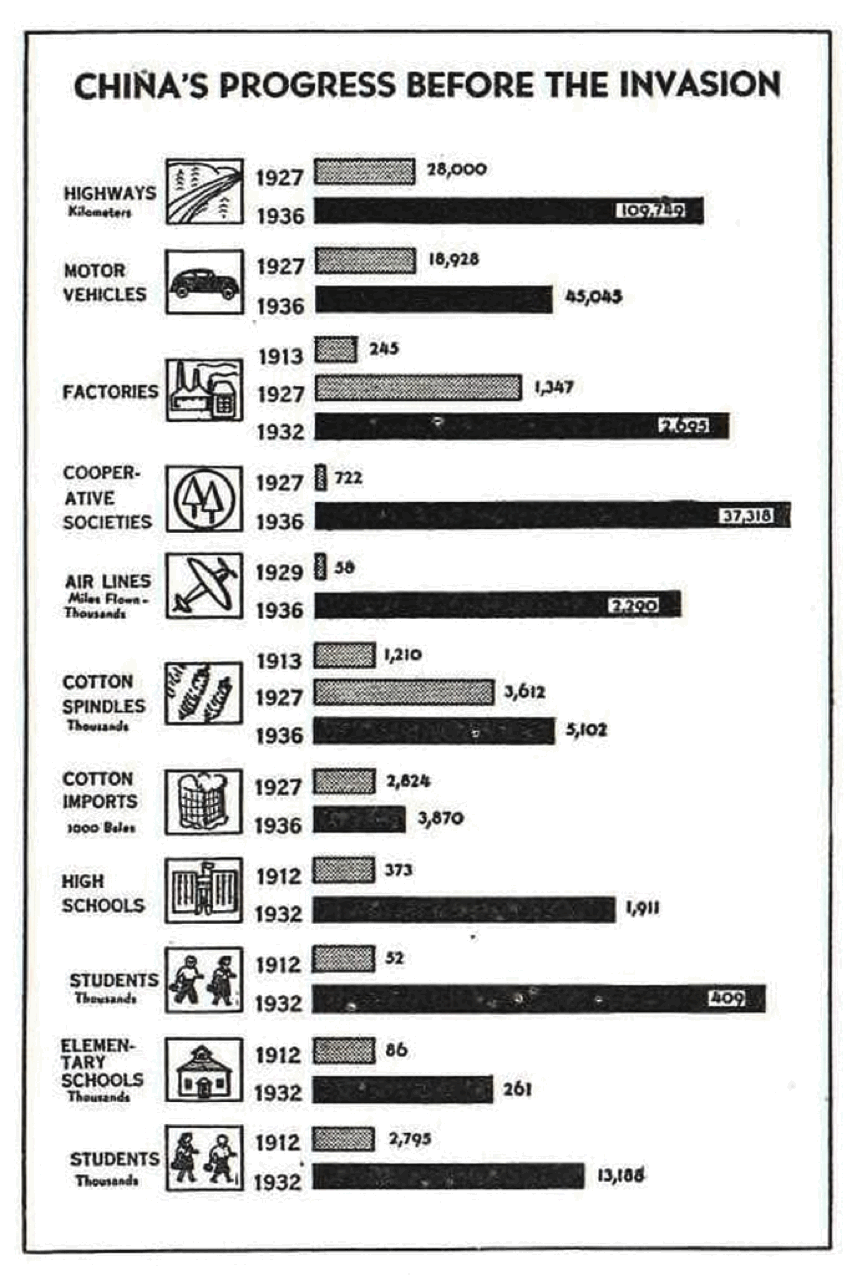
中國從民國建立到抗日戰爭間的發展比較表。由上至下分别为铁路里程（公里）、汽车保有量、工厂数、合作社群、飞行航线里程（千英里）、棉纺锭（千枚）、棉花进口量（千捆）、中学数、中学生（千人）、初等教育学校（千所）、初等教育学生（千人）。

南京十年，又稱十年建設、十年建國，是指中華民國國民政府從1927年4月18日定都南京，到1937年11月20日遷都重慶期间的中國1930年代。1928年國民革命軍北伐結束後，中國國民黨領導的國民政府統一中國，在以黨領政的體制之下推動國家現代化。
一些學者稱此時期為「黃金十年」，認為这是中華民國大陸時期罕有的短暫盛世。从1929年到1941年期间GDP年平均增长率为3.9%，人均GDP年增长率为1.8%。

## 經濟

### 工商業發展
1928年，国民政府公布《中华民国权度标准方案》，使用度量衡制和国际标准接軌。當時中國针织、丝织、染织、印染、毛纺织等轻工业發展長足，產生了一批新兴行业，如电器用具工业、电机工业、染料工业、酒精工业、酸碱工业等等。
1931年至1936年间，中国工业成长率平均高达9.3%。雖有內憂外患，中國經濟還是得到長足發展，不計東北，全國工業增長率達8%以上，社會經濟呈現快速上升趨勢。1936年，中國工農業產值達近代以來最高水準，其他各項現代化制度也都粗具雛形。這時期中國電力業年平均增長9.4%；煤礦業為7%；水泥業為9.6%:251-255。鋼為40%。1927年至1936年間，交通增8.4%至17.1%，工業增5.6%。但是，造就“黃金十年”，主要是靠機制麵粉業、紡織業、火柴業這三大行業以兩位數水準高速增長，而當時對國家強大更具重大作用的鋼鐵製造業、機械製造業等發展較慢。實際上，當時中國處於農業社會到工業社會過渡階段，占中國當時GDP很大比重還是靠龐大農業人口進行農業和手工業，中國現代工業僅占GDP一成左右。
此外，中國當時雖有些許現代工業，但主要還是掌握在外國資本手中，其中日資占很大比重。到1936年時，外國在華工業投資不下29.2億元，加上鐵路和航運業，資本總額約有64.34億元:861。其中，日本在滿洲國投資佔有很大比例，如不計滿州地區，大約為28.43億元:861。經過1920年代至1930年代大規模投資，外國資本在中國工礦業中已經佔據壟斷地位，大體控制中國生鐵產量95%、鋼產量83%、機械採煤量66%、發電量55%:131。
據統計，1936年全國工礦業（不含滿洲國）中，外國資本高達78.4%， 國家資本和民族資本家資本僅分占5.4 %和 16.2%:114-135。1936年，日本投資和貨款控制之產量，佔鐵礦總產量99.2％、生鐵產量96.8%（包括滿洲國）:129。日資煤炭產量29％（英資為23％）。而地區差別也更為明顯，工業畸形集中在少數城市，以至在1938年失去武漢後，國統區鋼產量僅為戰前3％，電力14％，水泥5％，化學1％，棉紗1％，麵粉2％。
1934年1月，在中國國民黨四屆四中全會上，蔣提出要將國民經濟中心逐漸西移。:5-61935年10月10日，蔣發表國民經濟建設運動之文告:32。11月，國民政府發起「國民經濟建設運動」:357。1936年6月，國民經濟建設委員會成立:826。1936年，中國資本主義發展水平有明顯提高，據統計，中國工農業生產總值已增加到306.12億元，其中工礦業總產值約為106.89億元，佔工農業總產值35%；農業總產值為199.23億元，佔工農業總產值65%:864。工礦業產值上升，農業產值比重下降，是中國資本主義經濟得到發展標誌之一:864。

## 財政
1928年6、7月間，國民政府宣布與各國本平等互惠原則重訂新約，此後一年間，與各國所改訂之新約以通商條約和關稅自主條約為主:198。

### 整頓財政
國民政府財政部長宋子文決定在召開全國財政會議之前，先行召開全國經濟會議，企圖通過兩會來確立財政體制和制定各項財政經濟政策:697。
1928年6月下旬，全國經濟會議在上海召開:697。出席會議約有70人，是中國銀行界和工商界頭面人物及財經問題專家和學者，約有45人是中央和各省市政府代表:697。工商界代表中有70%是江蘇和浙江籍:697。會議主要目的是要研究解決國家財政困難之措施與計劃:698。因此，宋子文向會議提出財政部之方案，包括限制軍費開支、編制預算、建立強有力中央銀行、取消銀兩制、建立中央造幣廠和裁撤厘金等:698。會議對宋之方案原則上贊成:698。宋子文提出之財政部理財計劃，通過全國經濟會議，取得江浙資產階級支持:698。
1928年7月上旬，宋在南京召開全國財政會議，主要是全國各省市財政廳長及負責執行財政計劃職責之國家與地方官員參加:699。宋直接提出解決財政困難之方案，歸結為兩點：一為限制軍費開支，二為編制全國預算:699。
1928年8月，中國國民黨召開二屆五中全會，宋向全會提出《統一財政確定預算整理稅收並實行經濟政策財政政策以樹立財政基礎而利民生建議案》，並說明全國經濟、財政兩會議所通過之計劃:700。五中全會認為有迅速設立預算委員會之必要，決議應交國民政府即行組織:700。
1928年，國民政府公佈審計法，規定審計職權和審計方式:707。是年中國海關收入約為關平銀8,233.2萬兩，比1927年增加關平銀1,359.7萬兩:1327。

### 改革海關行政
1927年4月，南京國民政府成立時，海關總稅務司一職由易紈士（Edwards）代理:710。財政部長宋子文對易非常不滿:710。他訓令易紈士，「自本年（1928年）一月份起，將逐月收支數目，及還本付息數，每項匯兌率並結存各款數，存何銀行，分別列表造冊具報，以憑稽核」:108。
1928年1月，財政部得知蕪湖海關英籍稅務司賈士（Gards）違背命令，擅放鹽斤，並借故恫嚇封關，部長宋子文認為是「蔑視政府，濫用職權」，立即決定撤換賈士，另委西班牙籍馬悌（Macti）繼任:709。另外訓令其他各關稅務司：「如有不遵政府命令，越權瀆職情事，本部職權所在，決當嚴予懲處，不稍寬縱。」:34
1929年1月，任命梅樂和（Maze）為海關總稅務司，取代易紈士:710。

### 關稅自主
1928年7月25日，宋子文與美國駐華公使馬慕瑞在北京簽訂《中美關稅新約》，美國第一個同意中國關稅自主:713。10月，宣告關稅自主:17。11月，美國首先承認關稅自主，各友邦均贊同，惟日本則極端反對:17。12月，第一次公佈海關進口稅則，確定7級進口稅率:707。
1930年2月1日起，國民政府宣佈將海關進口稅改為徵收價值較穩定之金單位:753。每一個海關金單位值純金0.1866公毫:753。從此，中國對庚子賠款及若干外債償付本息，可直接使用海關稅收（關金劵）償還，無須再用銀兩折算各國金幣還債:753。國際銀價漲跌對中國財政和稅收影響因而減少:238。
1930年底，制定新進口稅則，使最高稅率由22.5%提高到50%:707。1931年，廢除厘金，中國收回關稅自主權：進口稅從1929年之4%增至1930年之10%，1934年又達25%:916。1933年5月22日，公佈國定進口稅則，將最高稅率提高到80%，遭到日本反對:707。1934年6月30日，公佈海關進口新稅則，減低印花染紗織品、金屬器具、機器工具等稅率:707-708。
中國徵收貨物統稅，在實行關稅上力爭自主：1928年到1934年，先後和外國政府多次談判，通過四次關稅改革，使海關關稅大為提高，顯著增加政府財政收入，大大改善十年建國初期財政緊絀劣勢。

## 金融

### 建立國家金融機構
1927年10月25日，國民政府制定《中央銀行條例》19條，規定「中央銀行為特許國家銀行，在國內為最高之金融機關，由國家集資經營之」，並設籌備處於上海:735。1928年10月8日，國民政府修訂《中央銀行條例》為20條，由國民政府撥款2,000萬元。11月1日，中央銀行成立，總行設於上海:735。
1928年，前身為清政府大清銀行之中國銀行有資本2,000萬元，國民政府將其總管理處由北京遷往上海時，即修改其銀行條例，將資本額定為2,500萬元:736。新增之500萬元就是強加入之「官股」:736。交通銀行有資本1,000萬元，國民政府將其總行由北京遷往上海時，即頒佈該銀行條例，將資本額定為1,200萬元:736。交易銀行原有資本1,000萬元，新增之200萬元也是強加入之「官股」:736。實際上，國民政府只交100萬元:736。中央銀行之設立，取銷中國銀行、交通銀行在北京政府統治時期曾經享有代理國庫之特權:736。國民政府國家資本滲透到中國銀行和交通銀行:152。國民政府又將中國銀行改組成特許國際匯兌銀行:736。
1933年，為挽救國民政府財政窘迫之情況下，孔祥熙受命接任中央銀行總裁及財政部長:737。孔與蔣、宋在武漢開會密商，決定對中國銀行和交通銀行增資組，提高中央銀行地位:737-738。
1935年初，孔開始面臨新財政危機，美國白銀政策威脅孔所施行之赤字財政政策:738。由於貨幣市場緊張，上海金融界不願意認購政府新公債，而中央銀行負擔極大:738。在此情形下，中國銀行總經理張公權反對孔之赤字財政政策，且在財政危急時，中國銀行與交通銀行聯合拒絕以財力支援孔，使孔很惱怒:738。
1935年3月23日，孔突然宣佈，政府將要對中國銀行與交通銀行實行管制，要求兩行增發股票，要把兩行之控制權交給政府。配合索取控制權，國民政府同時發行1億元以關稅為擔保之金融公債，作為購買新股資金:738。起初，孔企圖使中國銀行資本股額變為國家資本佔30萬股，私人資本佔20萬股，每股100元，但江浙資本集團反對:738。經過討價還價，最後是國家與私人資本各佔20萬股，使資本總額達到4,000萬元:B70。在交通銀，財政部增撥金融公債1,000萬元，連同原有官股，使國家資本佔55%:739。在向中國銀行與交通銀行強行增資同時，孔宣佈由宋子文接任中國銀行董事長和總經理（後來為拉攏江浙資本集團，宋子文只任董事長，總經理由江浙資本集團之宋漢章擔任）:739。

### 債務
1928年，財政部部長宋子文發行內債15,000萬元。1929年，宋發行內債19,800萬元，1930年發行17,400萬元。內債主要用於軍政開支。直到1933年，財政部已發行公債140,000萬多元:737。這加深部長宋子文與上海金融家之矛盾，吃力於籌劃公債還本付息和開發財源，因此與蔣介石在軍費及預算問題上激烈衝突，蔣只好讓孔祥熙接替宋子文:737。1933年4月6日，孔接任中央銀行總裁，11月1日接任財政部:737。孔接任時，「國庫每月收入1,500餘萬元，支出2,200餘萬元，其中軍費一項每月即達1,800萬元，每月不敷數目約800萬元之譜。庫存僅有現金300萬元及尚未發行的公債庫卷2,700餘萬元，黃金外匯全無。即使2,700餘萬元的公債能全部順利發行，也不過維持三個月的開支而已。宋子文認為：三個月之後，國民政府的財政，就要垮得一塌糊塗，不可收拾」:83-84。
國府努力穩定物價、償還國債，常以貸款和公營企業收入投入建設。收入提高同時，開支也隨著增加，主要在國防軍事與及各項建設方面。赤字彌補主要靠借債。1927年至1931年，共發行公債總金額為10.58億元:788。1933年至1937年，共發行公債總金額為12.63億元:791。1927年至1937年間，政府共償還外債額達2.75億美元。1927年至1932年，軍費與償債支出佔整個歲出75%至80%以上，1933年至1936年平均在70%左右:776。1927年至1935年間，政府共償還債款311,000餘萬元，包括內債221,000餘萬元，外債63,000萬餘元，賠款28,000萬餘元。

### 整理貨幣
1928年6月，在全國經濟會議上，財政部長宋子文認為：中國極為紊亂的貨幣制度必須加以整理，其整理目標，應從開鑄統一的國幣，嚴禁各種劣幣流通方面著手。他提出應該統一「各省參差之幣制」，整理「濫幣」:747。會議通過關於整理紙幣與硬幣、廢兩用元之提案:747。之後召開全國財政會議，通過改革幣制方針，包括「實行改兩為元」、「施行金匯兌本位辦法」:747。
1928年10月，宋子文決定以原上海造幣廠為基礎，改建為中央造幣廠，籌辦開鑄統一國幣:750。對其餘造幣廠，宋則令嚴加整理，不具備條件者則予以取消:134。實際上，宋對硬幣整理工作未及開展:750。他根本主張是對現貨幣制度徹底改革:750。1932年，在上海開辦新造幣廠:916。

### 廢兩改元
1920年，倫敦標準銀價為每盎司61.95便士，到1928年却跌至每盎司約25便士，到1931年2月竟跌至12便士半:232。銀價暴跌，中國以銀為貨幣，對外用銀幣償還債務和匯兌十分不利:751。而金價高漲，又使國人極力恐慌，爭論中國是否應保留銀本位制，還是改用新貨幣本位制:751。
1928年，全國經濟會議召開，決定1929年7月1日實施「廢兩改元」，而後全國財政會議又通過「應從速實行，以期幣制之統一」之決定:99-101、124-131。
1932年春，上海銀元過剩，內地流進上海銀元達5,466萬元:F140。1928年，全國僅有6億銀元，到1933年，財政部估計流通銀元已高達14億元，用作準備金之銀元有2億元，共達16億元之多:755。在1933年流通之銀錠，據估計僅有1.53億上海兩（約2億元）:755。
1933年3月1日，中央造幣廠正式開鑄統一標準銀元:756。同日，財政部長宋子文規定3月10日起通用銀元:756。4月6日，國民政府頒佈廢「兩」改元訓令。自此以後幣制就以銀元為基礎:916。

### 法幣政策
1935年6月3日，財政部次長（原為錢幣司司長）徐堪，奉命擬定法幣政策條文:763。英国经济学家李滋罗斯担任顾问提供建议。11月3日下午4時，財政部長孔祥熙在上海財政部辦事處，召集銀行界領袖開會，討論改善金融，鞏固幣制，實行新貨幣政策之辦法，至晚上9時結束:764。會後即頒布實施徐堪擬定之《緊急安定貨幣金融辦法》，就是《財政部改革幣制令》:764：「一、自本年十一月四日起，以中央、中國、交通三銀行所發行之鈔票定為法幣。……四、凡銀錢、行號、商店及其他公私機關或個人，持有銀本位幣或其他銀幣、生銀等銀類者，應自十一月四日起，交由發行準備管理委員會或其指定之銀行，兌換法幣。……」《財政部改革幣制佈告》還談到：「中央銀行之組織，亦將力求改善，以盡銀行之職務。……」11月4日凌晨，為減少商民之疑慮，孔發表談話，說明實施法幣之原因和目的，並佈告實施法幣政策:765。
實行統一紙幣制度，有利於貨幣統一和國民經濟發展:766。實行白銀國有，出售白銀，換回外匯，建立法幣國際信譽:768。法幣有利中國對外貿易發展，法幣改革後數個月，中國貨品出口超過進口:769。確立紙幣制度使政府能用增加發行來彌補赤字，但同時也為長期通貨膨脹開闢道路。

## 農業
中国土地问题一直是中国基本的社会问题，重农抑商则是历代王朝最主要的经济政策。晚清以来的工业化和城市化，在推动中国城市发展的同时，农村在1920、30年代进入全面的衰退状态。为此，知识分子、活动家及各方人士推动乡村建设运动。

### 二五減租
孫中山說過，農民“由很辛苦勤勞得來的糧食，被地主奪去大半，這是很不公平的”，“我們應該馬上用政治和法律來解決。”1926年的“二五減租”方案可以說是孫中山上述思想具體落實。它是一個溫和改良主義方案，當時各方，包括中國共產黨在內均無異議。
南京國民政府成立後，繼續標榜實行“二五減租”。1927年5月，國民政府頒布《佃農保護法》，規定“佃農繳納租項不得超過所租地收穫量百分之四十”，“佃農對於地主除繳納租項外，所有額外苛例一概取消”，“佃農對於所耕土地有永佃權”。根據這些精神，湖南、湖北、江蘇都曾制訂過相應條例:427-428。
在地主階級強大壓力下，浙江省二五減租運動逐漸成為具文。全省八十多縣中，只有少數縣部分區、鄉有所動作，大多數縣份仍是一潭死水，不見波紋。浙江省之外，其他各省均未實行，大部分省份連裝模作樣的減租條文都沒有。中國國民黨僅存改良主義火星只是閃爍一下，就灰飛煙滅。抗戰勝利後，中國國民黨重提二五減租，然而，死灰難以再燃，連些微火星也難以見到:428-434。

### 農業生產
農業生產以稻穀和棉花為指標，稻穀產量1931年為974,369千擔，此後大體直線上升，1936年產量為1,034,125千擔，共增長6.1%:194。

### 农村萧条
有分析指在三十年代初的大蕭條中，中國農村經濟遭遇了嚴重危機。“农村破产”是当年报端最常见的词汇。经济学家薛暮桥1932年考察无锡礼社镇：“中等地主之能收支相抵不致沦入债丛者，亦已寥若晨星。……今年农民、新华两银行之抵押贷款，几全以地主为其对象，且所借款项，无一投资农业，多用于还债、押会及各种消费事项。”河北定县是当时著名的“乡村建设模范县”，学者李景汉于1934年撰写的调查报告却表示：“目下定县欠债之家数，占全县总家数67%，约46,000家，不欠债之家数，占33%。……有的实在无法生活，与其坐而待毙，不如另谋出路，……民十（1921）以来已渐有往关外谋生者，每年约在700人左右。民国二十二年（1933）内生计困难之程度远过于从前，因此离家谋生者数目亦呈空前的陡增，竟超过10,000人，今年春季出外谋生者亦已达7,000至8,000人，多系壮丁。”据国民政府统计局局长刘大钧披露，在1931年－1934年的大蕭條下，中国的农业总产值下降了47%。截至1935年6月，全国92个华商纺织厂，有24个停产，12个减产。

## 基礎建設

### 鐵路建設
1928年，國民政府鐵道部成立，主管全國鐵路建設事業:838。1929年1月，鐵道部長孫科提出《庚款築路計劃》，擬6年中從庚子賠款和關稅中集資4億餘元，修建鐵路4,000餘公里:838。
1931年，國民政府擬訂《十年工業計劃》:838。全國國有鐵路13,960公里，其中約40%在東三省地區:839。除外國直接經營者外，中國自營有9,594公里，其中1,718公里即約18%在東三省，九一八事變後全部淪入日本之手。
1936年2月，蔣整月在南京:374，下令從速加強全國鐵路與公路建設:32。8月，「粵漢鐵路通車」:33。1937年全國铁路21,761余公里中，日本控制下的滿洲國佔45%，國民政府控制11,419公里，佔總數52.2%，其餘440餘公里為英、法資本控制:86-88。

### 公路建設
1928年，全國已有公路29,127公里:94。國民政府把公路建設列為國家經濟建設要政:839-840。
1928年，交通部擬訂全國公路計劃，以蘭州為公路中心，分全國公路為國道、省道、縣道3種，總長為41,550萬公里，預計10年完成:840。11月，鐵道部成立，交通部主管之公路建劃歸鐵道部:840。
1932年5月，全國經濟委員會籌備處奉命督造蘇、浙、皖三省聯絡公路:840。11月，三省聯絡公路擴大為七省聯絡公路:840。1932年5月，全國經濟委員會開始督造豫、鄂、皖、贛、蘇、湘、浙七省聯絡公路時，七省可通車之聯絡公路，僅有7,700餘公里:840。1934年，陝、甘、青、閩4省及閩粵贛邊公路亦納入七省聯絡公路網:840。至1936年6月止，各省完成聯絡公路共計21,000餘公里，可互通公路計30,000餘公里:840。此外，尚有已興工路線3,900餘公里:840。
國民政府為備戰而特別建設公路，連貫蜀、黔、湘等地。1934年8月，蔣開始計劃東南公路:374。10月10日，蔣到洛陽參加國慶閱兵典禮:365。10月12日，蔣抵潼關後，先登東門，乘車向西安行進:365。10月17日，蔣由西安飛抵蘭州，視察黃河:365。10月21日，蔣結束西北視察前，前往咸陽:366。
1935年至1936年，修築西蘭公路（西安至蘭州）約700公里，西漢公路（寳雞至漢中）250餘公里，漢寧公路（漢中至七盤關）150餘公里:840。到1936年底，全國共有公路108,117公里:157，中國公路網已基本形成:840。中國抗日戰爭前，國民政府修築公路8万公里，使中國經濟得以發展:841。

### 地方建設
1927年，國民政府交通部下設郵電總局，管理全國郵政事務:843。1931年6月，交通部修訂《郵電總局組織法》，規定總局設局長、副局長各一人，全由華人擔任:843。
1932年，長途電話擴充1,347公里，1935年度擴充10,772公里:846。全國線路總長度由1933年14,800餘公里，到1936年上升到48,000餘公里:846。
1927年至1937年期間，國民政府努力改善公共衛生設施。

## 政治、外交及司法
黃金十年期間，國民政府依據孫文所創之建國大綱實施「訓政」，以培養國民施行憲政等能力。1928年10月，蔣介石發表訓政時期施政宣言；成立法制局；設置外交研究委員會，研究廢止不平等條約之步驟:17。11月，制定國璽；實施禁煙:17。1931年6月，國民政府制定《訓政時期約法》，確立以黨領政的政治體制。1936年，國民政府制定憲法草案（五五憲草），準備召開制憲國民大會，實行憲政，結束黨治，還政於民。面對日本進逼，蔣定下「攘外亦須安內」之國策，旨在外交抗日與國共內戰同時並行。國民政府無強大經濟與武力，積極爭取西方奧援，力圖避免對日全面開戰。1937年，中日戰爭全面爆發，制憲國民大會至1946年才召開。
1934年2月，蔣在江西期間，鑒於近代中國之積弱在於道德之墮落，與人心之萎靡不振，欲復興民族非有一劃時代之新生活運動，不足以轉移社會風氣:84。乃於2月19日於南昌各界擴大紀念週上，宣佈发起新生活运动，以為救國建國之南針:84。以禮、義、廉、恥為基本精神，竭力做到「整齊、清洁、迅速、確實」四標準，恢復舊道德，實踐新生活:84。
國民政府藉外交手段逐一收回一些租界和外國在華享有特權。《中華民國刑法》、《中華民國民法》、《中華民國行政訴訟法》等基本大法相繼頒佈，司法體系漸趨完備。立法對抗毒品交易以提高工農業生產。

## 教育
南京十年這段時間，國民政府首重教育，開始訂定學校設備與課程標準，积极参与乡村重建，办学校、设医院，致力掃除文盲。國民教育也有了長足進步；國語作為標準語言得到推廣。
1927年4月，中國國民黨中央監察委員蔡元培、李石曾參與成立南京國民政府，乘機提出設立國家科研機構:895。4月17日，李石曾在中國國民黨中央政治會議上，提議「設中央研究院」，隨即通過，指定李石曾、蔡元培和張靜江共同起草中央研究院組織法:895。隔年，中央研究院正式成立。
國民政府除發展各級教育外，亦派學生出國留學:196。1929年，教育部相繼頒佈《發給留學證書規程》及《中央派遣留學生管理章程》，詳細規定留學資格，並成立中央訓練部留學生管理委員會，加強管理留學教育:880。
1932年10月，教育部頒佈《幼稚園課程標準》，規定幼稚園招收4至6歲幼兒，接受音樂、故事、兒歌、遊戲、常識等簡單教育，使兒童快樂健康發展:865。1932年12月，國民政府公佈《小學法》:865。1933年3月，教育部依據此法令頒布《小學教程》，初等敎育赴走上軌道:865。
截至1934年，全國曾經或正在民眾學校及識字學校接受掃盲教育的為685萬人，佔全國2億文盲3.4%:882。初等教育由1929年百分之17就學率，增至1936年百分之43。

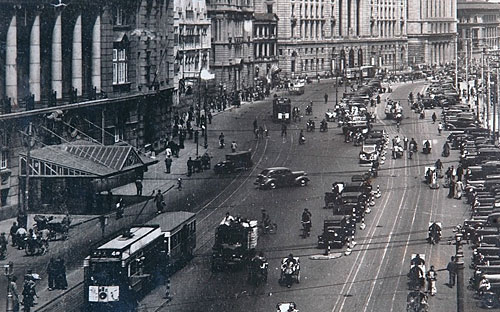
1930年代上海外灘繁華景象

## 國防軍事
美國新聞記者兼作家白修德（提奧多·懷特）與賈安娜（安娜麗·賈科比）在1946年出版《中國的驚雷》中認為：「蔣招來了一批德國顧問，把他的軍隊鍛鍊成強有力的作戰工具。軍人學會了鵝步以及德國步槍及大炮的使用方法。陸軍內部有一批近衛部隊，其中包括黃埔軍校的原有集團。軍校青年學生多半己在早期革命戰爭中死亡，但活着的人忠實於國民黨和蔣，並且把他當作新中國的象徵。……此外蔣周圍聚集了一批高級軍官，他們過去也同蔣一樣受過軍閥教育，他們是不屬於任何堅固的團體，他們指揮過蔣所要打的許多戰役，但蔣給予他自己訓練出來的年輕人的情愛和信任，他們從沒有得到過。蔣的軍隊是中國空前最強的部隊。自1929年至1937年，他從沒有一年不進行內戰。他的力量的根據地是長江下游，他的四周都是些軍閥統制省份。這些軍閥有時個別地，有時聯合起來對他統治權挑戰，而他逐個逐個地不是收買過來，就是加以消滅。他漸漸把華中推廣遠至三峽都在他掌握之下，直至日本進攻之時，黃河以南的全中國都承認他是主人。」:185南京十年期間，中國持續动乱，外患不绝，內戰頻仍。1930年曾爆發中原大戰，閻錫山、馮玉祥、李宗仁、張發奎等聯合發兵，與蔣介石大戰，雙方投入兵力超過130萬人，死傷超過30萬人，戰火蔓延到河南、河北、湖南、湖北諸省。军费浩大，佔了预算40%以上。
1931年，日军发动九一八事件，东北军面对日军采取不抵抗政策，导致东北三省被日本关东军所占领。1934年10月11日，蔣到孝義視察軍用化學新廠:365。10月24日，蔣由濟南飛抵北平，先後視察紫禁城等地工事:366。11月3日，蔣在懷仁堂召集全體軍官訓話後，從西直門坐火車前往居庸關:366。過長城後，蔣繼續向北，經過宣化、張家口，抵達張北:366。
1935年3月至4月，蔣親自坐鎮貴陽，借王家烈剿匪大敗之機，斷然改造貴州政局。5月，蔣又前往昆明與龍雲商談融洽，憑弔南明永曆皇帝:371。9月27日，蔣改組國民革命軍第二十一軍:371。10月25日，蔣回到溪口:373。

## 尾聲
1931年爆發九一八事變，日本輕易拿下东北三省，中國失去東北的工業，使得當年國民生產總值倒退。另外還發生闽变，又有第一次國共内戰，最後還發生西安事變。
在此期間重工業成長有限，但冶銅、鎢礦、石油、及汽車生產在中德合作下有發展，但是效果偏小。鋼鐵工業的甚至出現了倒退，1927年，全国钢产量是3万吨。1890年建設的漢陽鋼鐵廠在北洋軍閥統治時期年鋼產量稳定在5万噸，該廠於1925年停止生產，国民政府統治十餘年間始終没有恢复生產。九一八事變之後，中国与日本重工业的差距越来越大。從1931年到1937年，中國生鐵產量僅從43.7萬噸增長到47.1萬噸，機械製造業就更不用說，雖然江南造船廠早在北洋政府時期就為美國建造4艘萬噸級運輸艦，1931年5月東北誕生第一輛中國製造汽車，然而此時中國機械行業實際上不能生產一架飛機、一輛坦克、一門重火炮。
此時中國國民黨內部已開始腐化，派系林立，而其無條件接受入黨者則加重這一狀況。農村社會與經濟狀況在軍閥內戰之餘也沒有得到改善。南京國民政府財政依靠海關稅收，管轄範圍有限；軍事開支依靠大批借款。政府五院作用很少，實權由軍事委員會掌握。政府渙散，使得蔣支持建立特務組織形式的藍衣社。1936年9月，「桂軍事當局接受中央新任命，桂局大定」:33。
1937年爆發七七事變後，中国抗日战争全面爆發，使國民政府在這十年間經營中國經濟現代化努力成為泡沫，所有建設成果幾乎完全消失。隨著國民政府在1937年遷都重慶，中国西南地区大後方集中全國大部分資源，成為戰時中國發展重心。

## 災難、戰爭
- 1929年－1933年全球經濟大蕭條
- 第一次國共内戰、寧漢戰爭、中原大戰、中東路事件、九·一八事變、一·二八事變
- 1927年古浪大地震、1928年－1930年民国十八年年馑、1931年江淮水灾、1931年富蕴地震、1932年昌马地震、1933年疊溪大地震、1935年长江洪水

## 評價
1951年9月19日，美國魏德邁將軍在國會說：「1927年至1937年之間，是許多在華很久的英美和各國僑民所公認的黃金十年。在這十年之中，交通進步了，經濟穩定了，學校林立，教育推廣，而其他方面，也多有大幅進步的建制。」這段時間國民政府在政治、經濟、基建、文化、教育、社會政策、邊疆民族政策、外交、軍事等項目上皆有高度成就。
《劍橋中華民國史》評價稱，1928年至1937年，中國國民黨力量鞏固，取得成就:189。政府積極革新刑法，穩定物價、改革貨幣、建設道路、改善公共衛生、立法禁毒、擴大農工生產:189。此時期因為國民政府在經濟建設取得成就而稱為「黃金十年」:189。
白修德（奧西多·懷特）與賈安娜（安娜麗·賈科比）在1946年出版《中國的驚雷》中認為：「在統一的過程中，蔣在南京所創立的新的官僚機構，其人數之多，幾乎跟軍隊不相上下。這以以前，中國甚至從沒有最原始形成的現代政府。新政府有一個真正的財政部，一個真正鐵道部，一個真正實業部。該政府有一些農業研究所以及衛生局，雖然這些機關絕不能和西方的標準相比，但已經是中國從沒有見過最好的機關。中央銀行建立起來了，這銀行給中國帶來了一世代以來從未有過穩定通貨。新的公路開通了，激勵着工商業。新的教科書出版了，新的科學發展了。」:185-186